# Nikolaï Rezanov
Nikolaï Petrovitch Rezanov (en russe : Николай Петрович Резанов) (8 avril 1764 - 13 mars 1807, dans les textes français du XIXe siècle, souvent M. de Résanoff) est un aristocrate et homme d'État russe qui promut le projet de colonisation russe de l'Alaska et de la Californie. Un des trois barons de Russie, il fut le premier ambassadeur russe au Japon (1804), et encouragea la première tentative russe de circumnavigation autour du globe (1803), lui-même en commandant l'expédition jusqu'au Kamtchatka. Il fut aussi l'auteur d'un lexique de la langue japonaise et de plusieurs autres ouvrages, qui sont conservées à la bibliothèque de l'Académie des sciences de Saint-Pétersbourg, dont il était membre. Mais la grande œuvre de Rezanov, qui perdura de nombreuses années après sa mort, fut la Compagnie russe-américaine des fourrures; et l'intérêt de sa figure pour les historiens est centré autour de son implication politique dans cette entreprise, qui, si elle n'avait été entravée par sa mort prématurée, aurait changé les destins de la Russie et des États-Unis.

## Compagnie russo-américaine

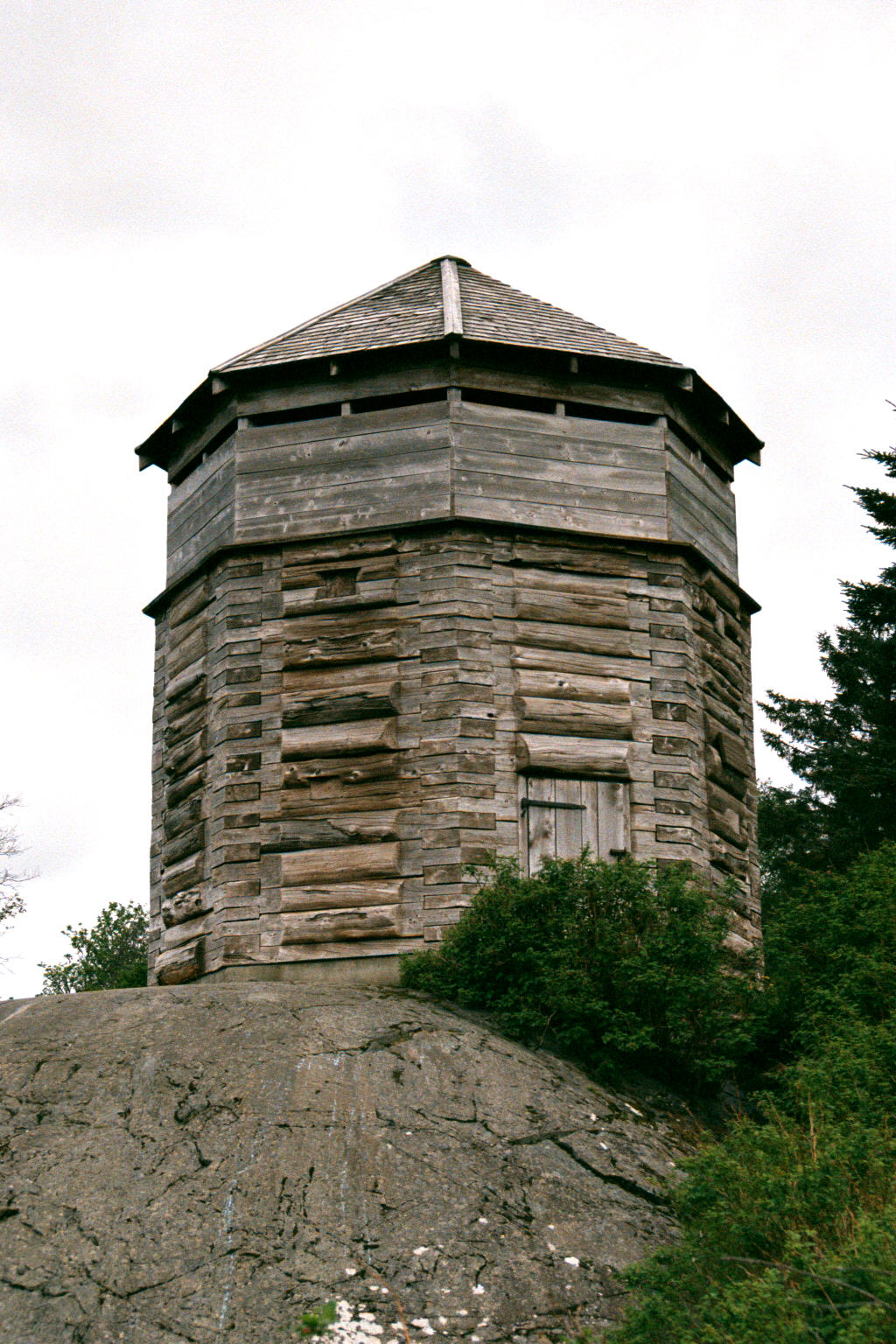
Reproduction du Fortin russe no 1 (une des trois tours d'observation qui gardaient les murs de la palissade à Nouvelle Archange) tel que reconstruit par le Service des Parcs Nationaux en 1962.

Rezanov naît à Saint-Pétersbourg le 28 mars 1764. À l'âge de 14 ans, il maîtrise cinq langues. En 1791, il rejoint Gavril Derjavine, qui remplissait alors la fonction de secrétaire privé de l'Impératrice. Quelques années auparavant, en rencontrant Grigori Chelikhov, de la Compagnie de fourrures Chelikhov-Golikov, Rezanov s'était intéressé au projet du marchand pour obtenir un monopole du commerce des fourrures dans ces lointaines dépendances. Conscient de son potentiel et déjà lassé des plaisirs d'une cour dissolue, il devient associé dans la compagnie, et se transforme rapidement en un passionné et infatigable homme d'affaires. À la mort de Chelikhov en 1795, il prend les rênes de la riche compagnie, et décide d'obtenir pour lui-même et ses partenaires des privilèges analogues à ceux concédés par la Grande-Bretagne à la Compagnie des Indes orientales.
Alors qu'il vient de réussir à persuader Catherine II de signer sa charte celle-ci meurt, et il est obligé de négocier avec l'inconstant et intraitable empereur Paul. Un temps, la perspective est désespérée, mais l'habileté, la finesse et les manières de Rezanov finissent par prévaloir, et, peu de temps avant l'assassinat de Paul Ier, il obtient sa signature à l'important instrument qui garantit à la Compagnie russe-américaine, pour une durée de vingt ans, la domination sur la côte de l'Amérique de nord-ouest, de 55 degrés de latitude nord ainsi que sur la chaîne des îles s'étendant du Kamtchatka à l'Alaska dans la direction nord et au Japon dans la direction sud. 
Ce célèbre « syndicat », qui écarte toutes les petites compagnies et les marchands indépendants, est une source de revenus considérables pour Rezanov et les autres actionnaires, dont certains membres de la famille impériale, jusqu'aux premières années du XIXe siècle, quand la mauvaise gestion et la pénurie de nourriture la menacent de sérieuses pertes sinon de la ruine définitive. Rezanov prend part à l'expédition de Johann Adam von Krusenstern, commandée par la Couronne à bord de la Nadejda. Il embarque en avril 1803 et accoste au Japon deux ans plus tard. 

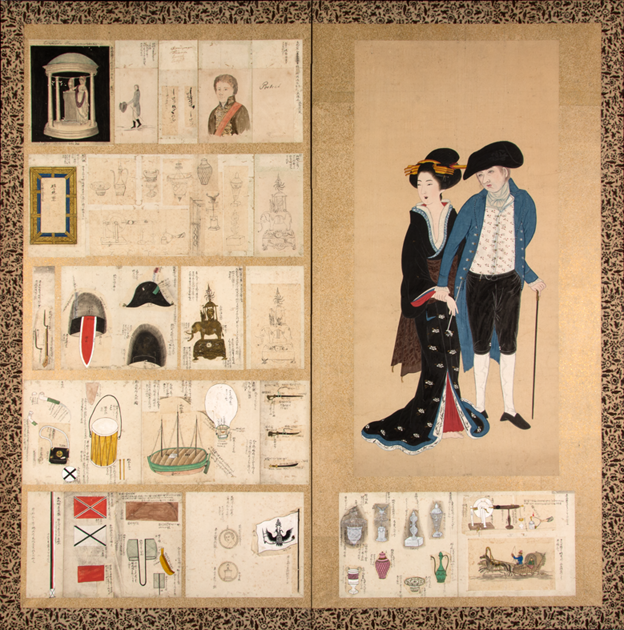
Paravent japonais montrant Nikolaï Petrovitch Rezanov et une femme japonaise à droite et des objets liés à son ambassade à gauche et en bas à droite

Après avoir mis fin à son humiliante ambassade au Japon, il arrive au Kamtchatka en 1805, et trouve des ordres lui demandant de rester dans les colonies russes comme inspecteur impérial et plénipotentiaire de la compagnie, et de corriger les abus qui sont en train de ruiner la grande entreprise. Il voyage lentement vers Nouvelle Archangel à travers les îles, en établissant des mesures pour protéger les animaux à fourrure du massacre inconsidéré, en punissant ou bannissant les pires transgresseurs des lois de la compagnie, et en introduisant l'influence civilisatrice d'écoles et bibliothèques, la majorité des livres étant ses cadeaux personnels. Il fonde même des écoles de cuisine, qui prospèrent brièvement.

## Mission en Californie
À la fin d'un hiver à Nouvelle Archange (le siège central de la compagnie), pendant lequel il a failli mourir de faim avec ses compagnons, Rezanov achète le navire d'un capitaine américain et lève l'ancre pour les établissements espagnols de Californie, en se proposant d'échanger sa cargaison de marchandises américaines et russes contre des denrées alimentaires, et de conclure un traité au terme duquel ses colonies devront être approvisionnées deux fois par an avec les riches produits de la Nouvelle-Espagne. Il jette l'ancre dans le port de San Francisco au début d'avril 1806, après un voyage périlleux au cours duquel il doit renoncer à son intention de prendre possession du fleuve Columbia au nom de la Russie.
Même s'il est reçu avec beaucoup de prévenance et entretenu nuit et jour par les Californiens, on ne perd pas de temps à l'informer que les lois de l'Espagne interdisent à ses colonies de commercer avec des puissances étrangères, et que le gouverneur de toutes les Californies est incorruptible. Si ce n'avait été une histoire d'amour avec Concepción Argüello (en), la fille âgée de seize ans du commandant de San Francisco, Don José Darío Argüello (en), ses manières personnelles et son habileté diplomatique, avec laquelle il conquiert le clergé à sa cause, Rezanov aurait échoué.
Quand Rezanov lève l'ancre pour Nouvelle Archange six semaines après son arrivée, la cale de la Juno est pleine de pain et de viandes séchées, il a la promesse du gouverneur d'envoyer tout de suite une copie du traité en Espagne et de plus est fiancé à la plus belle jeune fille de Californie. Peu de temps avant son arrivée à Nouvelle Archange, il avance par voie de mer jusqu'au Kamtchatka, où il expédie ses navires pour arracher au Japon l'île de Sakhaline et part ensuite par voie de terre pour Saint-Pétersbourg pour obtenir du tsar la signature du traité, ainsi que des lettres personnelles pour le pape et le roi d'Espagne, afin qu'il puisse demander la dispense et le consentement royal nécessaire pour son mariage. 
Malheureusement le voyage de retour est particulièrement rude, et Rezanov meurt de fièvre et d'épuisement à Krasnoïarsk, Sibérie, le 8 mars 1807.

## Postérité
La correspondance de Rezanov avec la compagnie trahit son intention clairement exprimée d'annexer à la Russie toute la côte occidentale de l'Amérique du Nord, et d'encourager l'émigration immédiate de la mère patrie sur une grande échelle. S'il avait vécu, tout compte fait, il y a peu de doutes qu'il aurait réalisé son objectif. Mais le traité ne fut jamais signé, les réformes de Rezanov furent abandonnées, les fortunes des colonies s'écroulèrent graduellement, et la jeune fille espagnole qui avait aimé Rezanov entra au couvent.
En 1979, le compositeur Alexeï Rybnikov et le poète Andreï Voznessenski ont écrit un des premiers opéras-rock, en choisissant comme sujet l'histoire d'amour de Rezanov et Concepción, et donnant à l'opéra le nom des deux navires de Rezanov, Junon et Avos (en). La production originale a connu un immense succès au théâtre Lenkom pendant 25 années, et est encore jouée en 2007. L'acteur interprétant Rezanov de 1979 à 2005, Nikolaï Karatchentsov, fut gravement blessé dans un accident de voiture en 2005, et a été remplacé dans la production par Dmitri Pevtsov et Viktor Rakov.